# 太赫茲斷層掃描
太赫兹断层扫描是一种断层扫描技术，它通过太赫兹辐射进行截面成像。因为太赫兹辐射可以“看到”可见光和红外线看不到的东西，通过太赫兹断层扫描可以取得更独特的信息。 这在某种意义上类似于X射线，除了没有X射线的所有危险的影响。